# Holding Absence
Gli Holding Absence sono un gruppo musicale rock britannico fondato a Cardiff nel 2015.

## Storia
Il gruppo è stato fondato a Cardiff nel 2015 da Zac Vernon (voce), James Joseph (basso), Giorgio Cantarutti e Feisal El-Khazragi (chitarra), pubblicando autonomamente i singoli Immerse e Luna. Successivamente nell'estate del 2016 Vernon decise di lasciare la band per formare un nuovo gruppo chiamato Parting Gift, venendo sostituito da Lucas Woodland, già membro dei Falling With Style; contemporaneamente all'ensemble si è aggiunto anche il batterista Ashley Green.
Col nuovo cantante il gruppo ha pubblicato nel 2016 il singolo Permanent, seguito da Dream of Me, attirando l'attenzione dell'etichetta discografica statunitense SharpTone Records, con la quale il gruppo ha firmato il primo contratto nel febbraio 2017; in occasione della firma del contratto, l'etichetta ha ripubblicato Permanent e Dream of Me come singolo unico double side. Dopo la firma del contratto il gruppo ha preso parte a diversi tour nel Regno Unito come supporto dei We Are the Ocean e dei Blood Youth, partecipando poi al Download Festival. Poco dopo la partecipazione al Download la band ha pubblicato un ulteriore singolo intitolato Penance, proseguendo con tour in diversi locali musicali e festival musicali britannici e, nel mese di settembre, come supporto agli Young Guns.
Verso la fine del 2017 il gruppo ha annunciato l'extended play This Is as One insieme ai Loathe (pubblicato nel marzo 2018), pubblicando il singolo Saint Cecilia e facendo in seguito un tour insieme ai Loathe. Poco dopo la pubblicazione dell'EP è stato annunciato che El-Khazragi avrebbe lasciato la band, unendosi ai Loathe come bassista.

## Formazione
Attuale
- Ashley Green – batteria (2016-presente)
- Lucas Woodland – voce, tastiere, pianoforte e chitarra acustica (2016-presente)
- Scott Carey – chitarra (2018-presente) e cori (2021-presente)
- Benjamin Elliott – basso (2021-presente)

Ex componenti
- Zac Vernon – voce (2015-2016)
- Giorgio Cantarutti – chitarra (2015-2017)
- Feisal "Fez" El-Khazragi - chitarra (2015-2018)
- Chris Smitheram – chitarra (2018-2019)
- James Joseph – basso (2015-2021)

Turnisti
- Michael McGough – chitarra e cori (2022)
- Toby Evans – chitarra e cori (2021)
- Olly Meager – chitarra (2017-2018)

## Discografia

### Album in studio
- 2019 – Holding Absence
- 2021 – The Greatest Mistake of My Life
- 2023 – The Noble Art of Self Destruction

### EP
- 2018 – This Is as One (split coi Loathe)
- 2022 – The Lost & the Longing (split con gli Alpha Wolf)

### Singoli
- 2015 – Immerse
- 2015 – Luna
- 2017 – Permanent/Dream of Me
- 2017 – Penance
- 2017 – Heaven Knows
- 2017 – Saint Cecilia
- 2018 – Like a Shadow
- 2019 – Perish
- 2019 – You Are Everything
- 2019 – Monochrome
- 2020 – Gravity
- 2020 – Birdcage
- 2020 – Beyond Belief
- 2021 – Afterlife
- 2021 – In Circles
- 2022 – Arching Longing (feat. Alpha Wolf)
- 2022 – Coffin
- 2023 – A Crooked Melody
- 2023 – False Dawn
- 2023 – Honey Moon
- 2023 – Scissors